# Moisès de Lleó
Moshé ben Shem Tob (en hebreu: משה בן שם-טוב די-ליאון‎), també conegut com a Moisès de Lleó (n. 1240 – m. 1305, Arévalo, Regne de Lleó), fou un important savi jueu sefardita, rabí i cabalista del Regne de Lleó. La seva obra va tenir un impacte molt notable, tant en el seu temps com en temps posteriors.

## Biografia
Hi ha encara un debat obert entre els historiadors sobre si Moshé ben Shem Tob va néixer a Lleó o a Guadalajara. Els estudiosos que afirmen que va néixer a Guadalajara, sostenen que el sobrenom «de Lleó» li va venir del seu pare, Shem-Tob de Lleó, també anomenat Bon Nom de Lleó.
També es discuteix si Moshé ben Shem Tob va ser l'autor del Zóhar o Llibre de l'Esplendor, obra fonamental de la tradició de la Càbala. Per uns autors, Moisés va ser l'autor del llibre del Zóhar, mentre que per d'altres sols va ser un recopilador medieval del Zóhar i l'autor original del llibre hauria estat el rabí Shimon bar Yojai (en hebreu:שמעון בר יוחאי), dels segles I-II dC
Moshé ben Shem Tob es va interessar des de jove per la filosofia i es creu que, amb només vint-i-quatre anys, ja havia estudiat i rebut una còpia de la Guia de perplexos de Maimònides. A causa d'aquestes inquietuds i estudis, es va anar interessant cada vegada pels temes de la fe, de la raó i, finalment, també de la Càbala.
Així, va dedicar diversos anys de la seva vida a contactar amb altres cabalistes per millorar els seus coneixements i va prendre partit en la discussió a l'entorn de la fe, la raó, la religió i la filosofia tan pròpia dels cercles intel·lectuals del segle xiii. Cal entendre que els estudis cabalístics no proposen un allunyament de les posicions racionalistes, sinó que les incorporen i les desenvolupen. I com és ben sabut, aquest debat va arribar a enfrontar les postures contrastades dels dos grans savis rabins de l'època, com eren l'andalusí Maimónides i el català Nahmánides (o Bonastruc ça Porta).
Establert a Guadalajara, Moshé ben Shem Tob va completar uns vint-i-quatre escrits sobre càbala i l'any 1286 ja tenia conclosa bona part de la seva redacció del Zóhar, incloent-hi una versió renovada del comentari o Midrash.